# Félix Marten
Félix Paul Gabriel Marten (* 29. Oktober 1919 in Remagen, Deutschland; † 20. November 1992 in La Celle-Saint-Cloud, Frankreich) war ein deutschstämmiger, französischer Schauspieler und Sänger.

## Leben und Wirken
Der aus dem Rheinland stammende Marten verließ, da er gemäß der NS-Ideologie als „Halbjude“ galt, mit seinen Eltern zur Zeit des Nationalsozialismus Deutschland und lebte fortan in Cachan nahe Paris. Um die Familie finanziell zu unterstützen, begann er bereits mit 15 Jahren zu arbeiten und wurde Verkäufer. Später jobbte Marten auch als Hafenarbeiter und Teppichhändler. Schließlich schrieb er sich bei einem Schauspielkurs von Charles Dullin ein.
Im Zweiten Weltkrieg begann Félix Marten seine künstlerische Laufbahn als Sänger im Cabaret. 1944 wurde er von der Gestapo verhaftet und musste in seiner alten Heimat Deutschland als Zwangsarbeiter schuften. Im Februar 1945 überlebte er die Luftangriffe auf Dresden als einziger von einer Gruppe dienstverpflichteter Franzosen. Marten versuchte sich in Richtung Frankreich abzusetzen, wurde aber kurz vor der Schweizer Grenze abgefangen und erneut von der Gestapo vernommen.

„Das anschließende Verhör nahm eine überraschende Wende -- Marten erinnerte sich an folgenden Wortlaut: Gestapo: „Beruf?“, Marten: "Künstler", Gestapo: "Beweisen Sie’s!". Daraufhin gab der Sänger eine Kostprobe seines gesanglichen Könnens und improvisierte mit folgenden, sein bisher unstetes, dramatisch bis gefährlich verlaufendes Leben äußerst treffend beschreibenden Textzeilen "Ça descend, puis ça remonte, c’est comme un mouvement incessant...". Davon beeindruckt, ließ ihn der lokale Gestapo-Chef schließlich laufen.“

Im befreiten Paris setzte Marten, beraten und gefördert von Édith Piaf, seine Gesangstätigkeit fort. Bekannt und beliebt machten ihn seine Interpretationen von Liedern wie La mer und La vie en rose. Wenig später kamen eine Reihe von Filmangeboten hinzu. Marten spielte an der Seite von 50er-Jahre-Stars wie Martine Carol, Viviane Romance, Michèle Morgan und Jean Gabin in faktisch allen gängigen Filmgenres dieser Zeit, ohne jedoch allzu großen Eindruck zu hinterlassen. Sein Hauptbetätigungsfeld blieb bis zuletzt das Chanson; Tourneen führten ihn durch die ganze Welt, u. a. bis nach Bombay und New York City. Im Alter von 70 Jahren zog sich Marten ins Privatleben zurück, seine Abschiedsvorstellung gab Marten 1989 im berühmten Casino de Paris.

## Filmografie
| - 1946: Liebesträume (Rêves d’amour) - 1950: Hôtel des Artistes (Kurzfilm) - 1953: L’œil en coulisses - 1953: Versailles – Könige und Frauen (Si Versailles m'était conté) - 1955: Liebe unter heißem Himmel (Goubbiah) - 1956: Frauen, die man nie vergißt (Pitié pour les vamps) - 1957: Dem Sumpf entronnen (Escapade) - 1957: Fahrstuhl zum Schafott (L’ascenseur pour l’échafaud) - 1958: Die Affären von Madame M (Maxime) - 1958: In die Falle gelockt (Délit de fuite) - 1959: Nathalie spielt Geheimagentin (Nathalie agent secret) - 1959: Le huitième jour - 1959: Le Saint mène la danse - 1960: Dans la gueule du loup - 1961: Inspektor Kent haut auf die Pauke (En plein cirage) - 1962: Der Zigeunerbaron - 1963: Das leichte Geld der Liebe (La bonne soupe) - 1963: Voleur de femmes - 1963: Fredo, der Bluffer (Le bluffeur) - 1964: La vedovella | - 1965: La corde au cou - 1965: Brennt Paris? (Paris brûle-t-il?) - 1967: Der Bulle (Le pacha) - 1967: Ray Master, l’inafferabile - 1969: Schüsse aus der Manteltasche (Le temps des loups) - 1970: Der Erbarmungslose (La horse) - 1970: Graf Yoster gibt sich die Ehre (eine Folge der dt. Fernsehserie) - 1970: Die Marquise von B. (dt. Fernsehmehrteiler) - 1971: Bastos, ma sœur préfère le colt 45 - 1971: Der Killer und der Kommissar (Le tueur) - 1972: Alexander Zwo (mehrteilige dt. Fernsehproduktion) - 1974: Mort au Jury (Fernsehfilm) - 1977: Foltermühle der gefangenen Frauen (Les raisins de la mort) - 1978: Coco la fleur, candidat - 1980: Vivre libre ou mourir - 1983: Adieu foulards - 1983: Baby Cat (Baby Cat) - 1986: La rumba - 1989: So sind die Tage und der Mond (Il y a des jours...et des lunes) - 1992: Die Affäre Seznec (L'affaire Seznec) (Fernsehfilm) |

## Anmerkung
1. ↑  Kay Weniger: Zwischen Bühne und Baracke. Lexikon der verfolgten Theater-, Film- und Musikkünstler 1933 bis 1945. Mit einem Geleitwort von Paul Spiegel. Metropol, Berlin 2008, ISBN 978-3-938690-10-9, S. 238.